# ماقوت (خورخورة)
ماقوت (بالفارسية: ماقوت) هي قرية تقع في إيران في قسم خورخورة الريفي. يقدر عدد سكانها بـ 63 نسمة بحسب إحصاء 2016.